# Långtjärnen (Hackås socken, Jämtland, 697149-144533)
Långtjärnen är en sjö i Bergs kommun i Jämtland och ingår i Ljungans huvudavrinningsområde.